# Zehrental
Zehrental è un comune tedesco di 839 abitanti situato nel land della Sassonia-Anhalt.